# Chan Choenni
Chandersen (Chan) Eugène Sena Choenni (Paramaribo, 30 april 1953) is een Surinaams hoogleraar, surinamist en historicust. Hij schreef enkele omvangrijke werken over Hindostanen in Suriname en Nederland.

## Opleiding
Choenni werd op 30 april 1953 geboren in de Surinaamse hoofdstad Paramaribo. Zijn familie is afkomstig van de voormalige plantage Laarwijk in het district Commewijne. Na afronding van de Algemene Middelbare School is hij in 1972 vertrokken naar Nederland waar hij politicologie en wetenschapsfilosofie studeerde aan de Universiteit van Amsterdam. Hij promoveerde in 1995 op onderzoek naar de integratie van Surinaamse jongemannen in de Nederlandse krijgsmacht aan de Universiteit van Utrecht.

## Werk
Choenni heeft onderzoek gedaan naar en geadviseerd over: rassendiscriminatie, werkloosheid en criminaliteit gecategoriseerd naar etniciteit onder jongeren in Nederland. Als onderzoeker en beleidsadviseur was hij werkzaam bij enkele ministeries, de universiteiten van Leiden en Utrecht, en het Landelijk Bureau tegen Rassendiscriminatie.
Op 1 september 2010 werd Choenni benoemd tot bijzonder hoogleraar Hindostaanse migratie. Deze leerstoel van de Stichting Diaspora Leerstoel Lalla Rookh is verbonden aan de faculteit letteren aan de Vrije Universiteit Amsterdam. Als hoogleraar aan deze leerstoel heeft Choenni omvangrijke onderzoeken uitgevoerd naar Hindostanen in Suriname en Nederland. Anno 2017 werkt Choenni aan onderzoek naar de groep Afro-Surinamers.
Methodisch heeft Choenni de techniek van Oral History verfijnd en toegepast in zijn onderzoeken naar de Hindostanen. In 2016 is de leerstoel aan de Vrije Universiteit overgedragen aan Ruben Gowricharn die ook als hoogleraar verbonden is aan de Universiteit van Tilburg. Met de laatste geraakte hij overigens in een verhitte discussie, toen Gowricharn indringende vragen stelde bij de wetenschappelijkheid van het werk van Choenni.

## Maatschappelijke functies
Sedert 1974 is Choenni actief als bestuurder bij diverse maatschappelijke instellingen in Nederland. Deze maatschappelijke betrokkenheid omvat relatief veel verschillende domeinen waardoor Choenni bekend is binnen diverse (semi)overheidsinstellingen, politieke partijen, en sociale instellingen. Zo was hij bijvoorbeeld lid van de Raad voor het Jeugdbeleid, media-omroep RVU, voorzitter van de commissie Integratie Allochtonen van D66, lid curatorium van de Nederlandse Politie Academie, lid van Raad van Advies van Scouting Nederland, lid adviesraad Trimbos-instituut. Mede vanwege zijn veelvuldige inzet voor bevordering van integratie is Choenni in 2020 benoemd tot Ridder in de Orde van Oranje-Nassau.